# Pahanga dura
Pahanga dura är en spindelart som beskrevs av Shear 1979. Pahanga dura ingår i släktet Pahanga och familjen Tetrablemmidae. Inga underarter finns listade i Catalogue of Life.